# Titularbistum Aquae Novae in Proconsulari
Aquae Novae in Proconsulari (ital.: Acque Nuove di Proconsolare) ist ein Titularbistum der römisch-katholischen Kirche.
Es geht zurück auf einen untergegangenen Bischofssitz in der gleichnamigen antiken Stadt, die in der römischen Provinz Africa proconsularis (heute nördliches Tunesien) lag. Der Bischofssitz war der Kirchenprovinz Karthago zugeordnet.
| Titularbischöfe von Aquae Novae in Proconsulari |                                 |                                             |                   |                   |
| Nr.                                             | Name                            | Amt                                         | von               | bis               |
| 1                                               | Jean-Marie-Clément Badré        | Weihbischof in Paris (Frankreich)           | 22. Juni 1964     | 10. Dezember 1969 |
| 2                                               | Braulio Sánchez Fuentes SDB     | Prälat der Mixe (Mexiko)                    | 14. Januar 1970   | 15. Februar 1978  |
| 3                                               | Laurent Monsengwo Pasinya       | Weihbischof in Inongo und Kisangani (Zaïre) | 13. Februar 1980  | 1. September 1988 |
| 4                                               | Vilmos Dékány OSch              | Weihbischof im Esztergom-Budapest (Ungarn)  | 23. Dezember 1988 | 19. Mai 2000      |
| 5                                               | Louis-Marie Ling Mangkhanekhoun | Apostolischer Vikar von Paksé (Laos)        | 30. Oktober 2000  | 28. Juni 2017     |
| 6                                               | Enrique Delgado                 | Weihbischof in Miami (Vereinigte Staaten)   | 12. Oktober 2017  |                   |